# Cultura talayótica

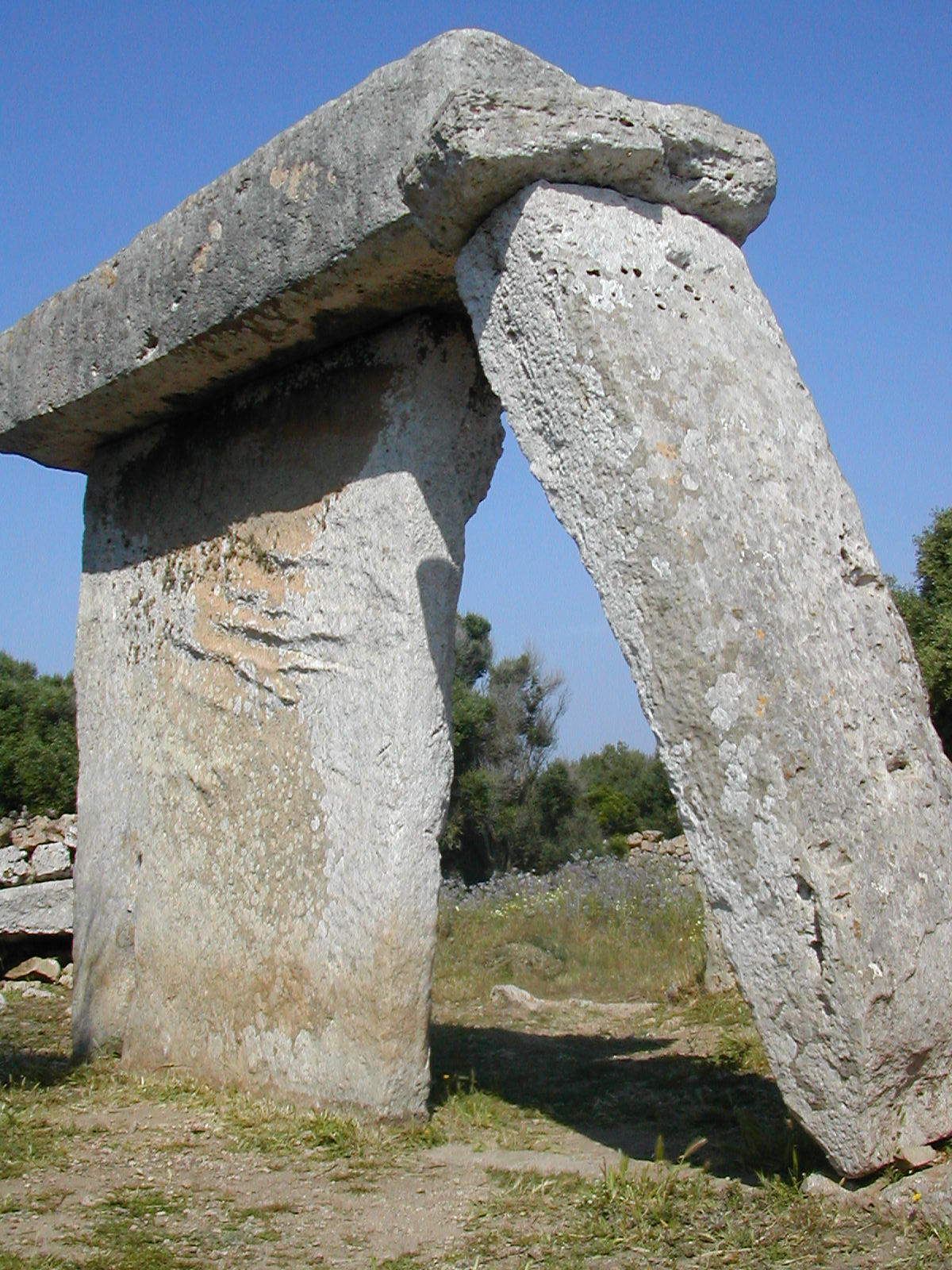
Taula de Talatí de Dalt, poblado talayótico de Menorca.

La cultura talayótica es la etapa cultural que se desarrolla en las Islas Baleares —entendiendo estas como Mallorca y Menorca en la época prehistórica— durante la Edad del Bronce y la Edad del Hierro. También se han encontrado restos de esta cultura en islotes de Mallorca, como el Islote des Porros o en la cueva de sa Font y en la cala Lledó de la Dragonera. En las Pitiusas no estuvo nunca presente.

## Antecedentes
La etapa comprendida entre el establecimiento de las primeras comunidades humanas en las Islas Baleares y la aparición de la cultura talayótica se denomina tradicionalmente periodo pretalayótico.
Actualmente, las evidencias claras más antiguas del primer poblamiento humano en las islas gimnesias (Mallorca y Menorca) se sitúa en el III milenio a. C.. A partir de ciertas similitudes en los espacios funerarios, parece que la zona de procedencia más probable de los primeros colonos es el golfo de León, aunque el origen de los primeros pobladores de las Islas Baleares no está definido. En cualquier caso, serían grupos con una economía basada en la agricultura de cereales y la ganadería de cabras, ovejas y, con menor importancia, vacas y cerdos. Destaca el nulo aprovechamiento de los recursos marinos, que se prolongará hasta las últimas fases de la prehistoria de Mallorca y Menorca. Se documenta, desde el primer momento, la fabricación de cerámica y la metalurgia del cobre. Entre 2200 y 1900 a. C. llegan influencias de la cultura del vaso campaniforme (solo en Mallorca, no en Menorca), que en esta época se difundía por Europa, el norte de África y el Mediterráneo.
El aspecto de este primer poblamiento que se conoce mejor es el mundo funerario. Tanto en Menorca como en Mallorca se han excavado varios dólmenes, paradólmenes e hipogeos que corresponden a este período. En cuanto a los contextos domésticos de este primer momento, en Mallorca se documentan cabañas de planta circular, pero también estructuras alargadas construidas con técnica ciclópea, que enlazan con las navetas de habitación documentadas masivamente a partir de 1600 a. C. A partir de entonces, destaca la homogeneidad cultural, sobre todo en cuanto a los contextos domésticos, entre Mallorca y Menorca.
La etapa anterior al periodo talayótico se caracteriza por la presencia de pequeños núcleos de población aparentemente igualitarios, con las navetas de habitación como unidad doméstica típica y una economía agrícola y ganadera. Hacia finales del segundo milenio a. C. se detectan cambios en el patrón de asentamiento, con una mayor concentración de la población, la jerarquización del espacio interno del poblado en algunos asentamientos, el aumento de herramientas y armas de bronce y cambios en las técnicas de fabricación de cerámica. Se constata un ligero incremento de la presencia de materiales de importación, aunque las islas siguen siendo un lugar marginal dentro de las redes comerciales del momento.

## Periodización
Hay que tener en cuenta que el complejo cultural conocido como talayótico comprende un arco temporal muy amplio y que no existe un acuerdo unánime entre los investigadores en cuanto a la sistematización de sus etapas y su cronología. Por otra parte, esta cultura presenta características diferenciadas y significativas entre Mallorca y Menorca como, por ejemplo, en su desarrollo cronológico.
Uno de los primeros autores que se ocupó de los restos materiales de esta cultura fue Juan Ramis en 1818, en su obra Antigüedades célticas de la isla de Menorca, que es el primer libro en castellano íntegramente dedicado a la prehistoria.

## Propuestas interpretativas y cronológicas

### Propuesta del Museo de Menorca
Uno de los esquemas cronológicos para el periodo talayótico en Menorca ha sido propuesto por Lluís Plantalamor. Según este autor, alrededor de 1500 a. C. se produce un cambio cultural importante debido a la llegada de gente foránea a la isla de Menorca. Se van abandonando los sistemas de vida anteriores y aparecen las primeras concentraciones de casas y aldeas, en los que se da una prioridad defensiva (con murallas y talayots), una jerarquización social, la especialización del trabajo en comunidad y la gradual complejidad en los rituales y las creencias religiosas. Se distinguen cuatro períodos:

#### Talayótico I (1500-1000a.C.)
Periodo de transición. Perduran los sistemas de enterramiento del período anterior (con navetas de enterramiento), pero se introducen nuevos modelos constructivos a causa de una necesidad defensiva de la comunidad (talayots y murallas). Se perfecciona la manufactura de la cerámica y se introduce la metalurgia del bronce. El monumento más característico de la nueva cultura es el talayot. Puede definirse como una gran torre troncocónica (troncopiramidal también en Mallorca), construida a partir de varios anillos concéntricos de grandes piedras entre los que hay un relleno de piedras más pequeñas. A diferencia de Mallorca, los talayots menorquines no suelen tener cámara interior.

#### Talayótico II (1000-700a.C.)
Se abandonan los sistemas constructivos del pretalayótico y se desarrollan las grandes concentraciones urbanas. Se reafirma la jerarquización social y la división del trabajo, fruto de un estadio cultural plenamente urbano. Es a partir de esta etapa que se construyen unos santuarios únicos en el Mediterráneo: las taulas. Son unos recintos de planta más o menos en forma de herradura, delimitados por un muro ciclópeo, donde se intercalan columnas y donde en su interior se encuentra una gran columna monolítica de base rectangular coronada con un capitel plano y muy sobresaliente que da lugar a la analogía de una mesa.

#### Talayótico III (700-300a.C.)
Los progresivos contactos comerciales con griegos, fenicios y cartagineses llevan a los talayóticos a reforzar sus aldeas con construcciones defensivas adicionales con bastiones y torres de defensa. Por otra parte, se introducen nuevas modalidades constructivas: las casas circulares con patio central, y aparecen objetos suntuarios de bronce y armamento de hierro.

#### Talayótico IV (400 / 300-123a.C.)
El comercio con las grandes civilizaciones marineras del Mediterráneo se intensifica. Se pasa de un simple intercambio de objetos preciados (seguramente dirigidos a ensalzar a los caudillos talayóticos) a un traspaso de bienes y alimentos básicos. Roma se convierte en una potencia hegemónica, y esto irá en detrimento de Menorca, que poco a poco va quedándose arrinconada una vez el aliado cartaginés es vencido. Los pueblos interiores son destruidos y reconstruidos durante las guerras púnicas pero finalmente cayendo en decadencia. Los santuarios talayóticos (las taulas) se abandonan. En cambio, toman importancia los núcleos talayóticos situados al borde de los puertos naturales más importantes. La presencia continuada de comerciantes forasteros hace acercarse a sus embarcaderos comunidades talayóticas tardías.

### Propuesta cronológica de la Universidad Autónoma de Barcelona
Esta propuesta del Grupo de Arqueología Social del Mediterráneo dirigido por V. Llull, considera que las primeras manifestaciones talayóticas se producen hacia el 1000 a. C., momento en que aparecen los primeros talayots de forma contemporánea a los últimos naviformes pretalayóticos. Su periodización responde a las investigaciones del poblado de Son Fornés (Mallorca) y en las Cuevas d'es Càrritx y Mussol (Menorca). Apuestan por nombrar cada etapa a partir de los elementos propios que en cada momento habitaron Baleares. Dividen la etapa talayótica en tres fases: la Prototalayótica (1050-850 a. C.) donde se abandonan las navetas de habitación, se incrementa el asentamiento en núcleos más grandes, disminuyen las relaciones con Mallorca y se detectan los primeros indicios de tratamiento diferenciado en el aspecto funerario. La Talayótica (850-550 a. C.) donde se detecta la construcción de los primeros talayots y los primeros indicios de jerarquización social. Y la Postalayótica (550-123 a. C.) donde aparecen las casas monumentales de forma circular (círculos), la construcción de los recintos de taula como edificio principal del poblado, grandes necrópolis de cuevas artificiales (inicio del entierro en cal) y creciente complejidad social con una importancia clave de los contactos con el mundo púnico los que integrarían las islas a los circuitos comerciales del Mediterráneo.

### Propuesta cronológica de la Universidad de las Islas Baleares
Fruto de las investigaciones de V. Guerrero, M. Calvo y B. Salvá, todos ellos de la Universidad de las Islas Baleares se propone que la cultura talayótica es básicamente una sociedad de la Edad del Hierro de manera que su génesis se sitúa allá por el 900 a. C. con la construcción de los primeros talayots y terminaría el año 123 a. C. con la conquista romana de las Islas Baleares. Uno de los elementos importantes en esta periodización es que consideran la cultura talayótica el resultado de la evolución interna de las sociedades pretalayóticas del bronce final, potenciada por la influencia del comercio púnico en el Mediterráneo occidental.

### Propuesta reciente
Recientemente ha surgido una propuesta cronológica centrada en el ámbito de Menorca y basada en los resultados de las recientes investigaciones, que plantea que el desarrollo de la cultura talayótica de Menorca presenta unas características bastante diferenciadas de las de Mallorca y que el desarrollo cronológico de ambas podría no ser plenamente sincrónico. Así, el fenómeno talayótico en Menorca se iniciaría hacia el 1200 a. C. La primera etapa de esta cultura (Talayótico Inicial) se prolongaría hasta el 500 a. C. Se caracteriza por la construcción de los elementos monumentales conocidos como talayots, alrededor de los cuales aparecen nuevos poblados, que sustituyen a los anteriores poblados de navetas de habitación. La etapa comprendida entre el 500 a. C. y la romanización (siglo I a. C.) Se denomina Talayótico Final, y se caracteriza por una serie de cambios sociales, posiblemente relacionados con la creciente influencia del mundo colonial púnico.

## Aspectos culturales

### Período talayótico inicial o lleno

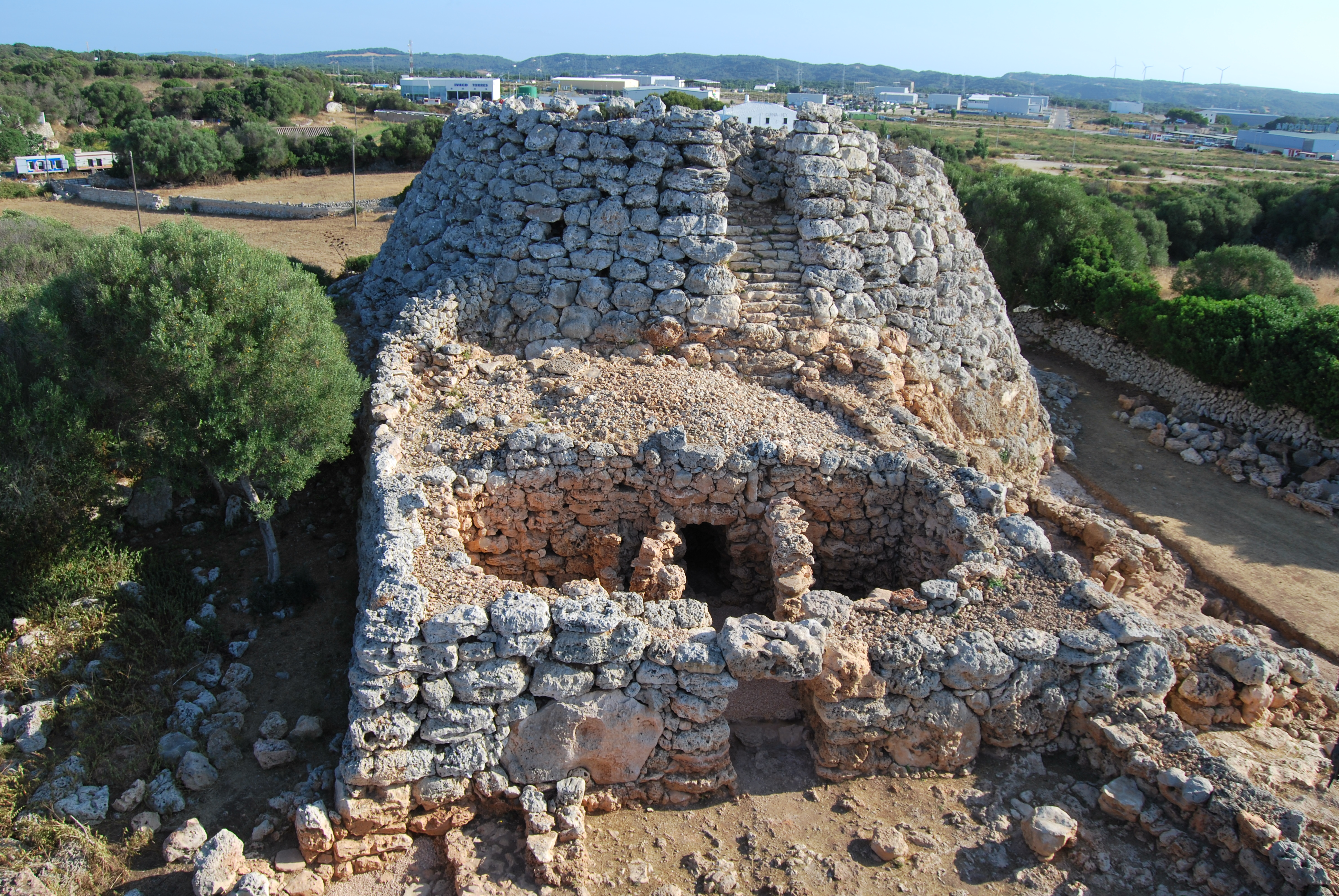
Periodo d tu layótico en Menorca: Talayot oeste de Cornia Nou, visto desde el sur.

Algunos investigadores coinciden en que la sociedad talayótica presentaría una cierta estratificación social y un acceso diferenciado a los recursos, aunque hay otros arqueólogos que consideran que se habría tratado de una sociedad igualitaria, y que la jerarquización no habría aparecido hasta el período Postalayótico . En cualquier caso, parece que la población se concentra en poblados, que crecen alrededor de los talayots.
De acuerdo con las evidencias arqueológicas, las bases económicas de la sociedad talayótica eran el cultivo del cereales y la ganadería de caprinos (cabras y ovejas) combinada, en menor medida, con la cría de cerdos y vacas.

#### El período talayótico en Menorca

##### El espacio doméstico
Una vez abandonados los poblados naviformes, lo que se ha documentado en diferentes yacimientos de la isla como Cala Morell, Son Mercer de Baix, etc. es que la población se asienta en nuevos poblados de los que no conocemos cómo eran sus casas. Muy probablemente las remodelaciones y las construcciones de los posteriores hábitats encima de estas hacen difícil documentarlas.

##### El talayot
Se trata del elemento arquitectónico que da nombre a la etapa cultural. Son los monumentos más numerosos de la Menorca prehistórica (más de 300), pero debido a la falta de excavaciones, se puede decir que son las estructuras más desconocidas del período. Con recientes excavaciones parece que su origen debe situarse a finales del II milenio a. C. y perdurarían en uso hasta más o menos el 500 a. C. Los talayots de Menorca, al contrario que los de Mallorca, presentan una gran diversidad tipológica, se documentan talayots con estructuras adosadas como el de Cornia Nou, de planta cuadrangular, de forma elíptica, con cámara interior como el de Sant Agustí Vell, con corredor, etc.
No se conoce con certeza la función de estos edificios, que debido a su diversidad tipológica puede responder a varias funciones como la de torre de vigilancia dentro de los poblados, edificio con ciertos caracteres cultuales, elementos simbólicos destinados a la representación del poder de la clase dominante, elementos de control del territorio, etc.
En Menorca hay evidencias claras de la construcción de talayots hacia el año 1000 a. C., como por ejemplo en Cornia Nou, mientras que en Mallorca parece que las evidencias más antiguas no irían más allá del 850 a. C. En ambas islas, parece que al menos algunos de estos edificios entrarían en decadencia entre el 600 y el 500 a. C., coincidiendo con el inicio de la influencia del mundo púnico. Esta fase, llamada período Postalayótico, periodo talayótico final, o período baleárico se caracteriza por la creciente influencia de la cultura púnica. Finalizó con la conquista romana de las islas el 123 a. C.

##### Edificios adosados al talayot
Aunque no se han documentado hábitats de este periodo, sí que se ha excavado un conjunto de edificios adosados al talayot oeste de Cornia Nou que responderían cronológicamente a este periodo. Se trata de estructuras que rodean el talayot, de planta rectangular con ángulos muy marcados. Los muros de técnica ciclópea son de doble paramento, gruesos y altos. Por lo documentado arqueológicamente parece que se trata de edificios relacionados con el procesado de alimentos, sobre todo grano y carne y su función estaría relacionada con la redistribución de estos alimentos, lo que hace pensar a los investigadores en una incipiente jerarquización de la sociedad, donde una élite tenía el control sobre los recursos.

##### Recintos religiosos
Poco, por no decir nada, es lo que se conoce a día de hoy sobre los edificios de carácter cultural del periodo talayótico. Como se ha mencionado antes parece que abandonan las cuevas como lugares de ritual (Cueva d'es Mussol) y estos se trasladan dentro de los poblados. En el de Trepucó se pueden observar restos de un edificio anterior al recinto de taula, aunque no se puede concluir que fuera de carácter religioso.

##### Espacios funerarios

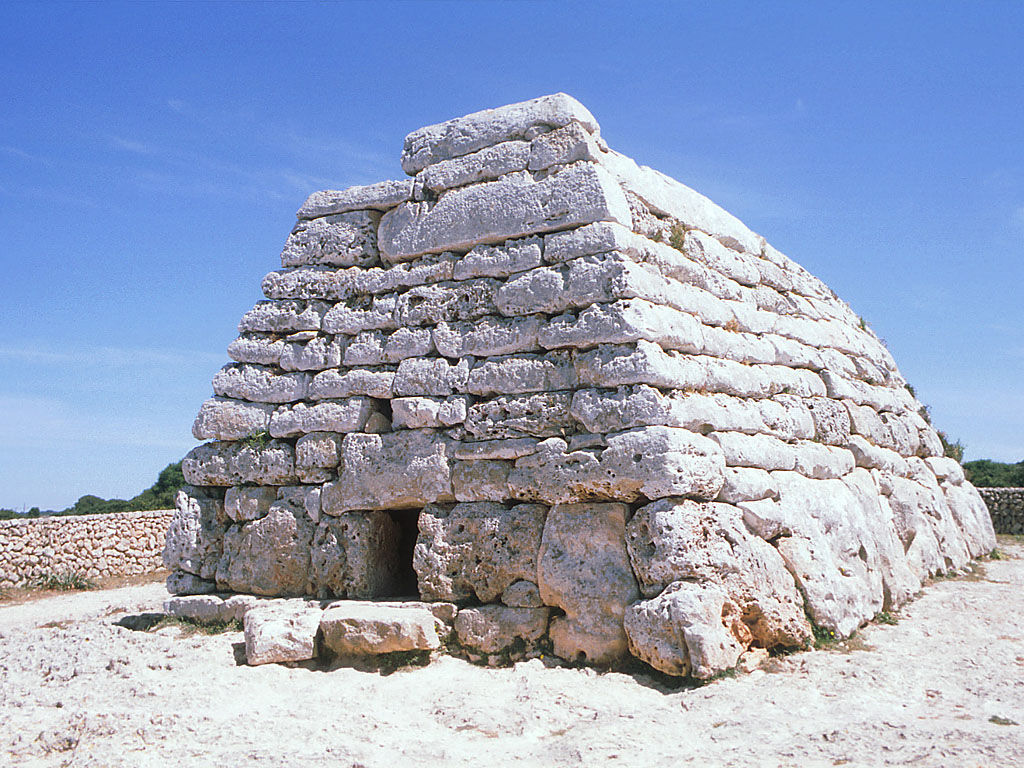
Periodo talayótico en Menorca: Naveta des Tudons.

Durante el intervalo de la etapa pretalayótica a la talayótica, lo que se llama Prototalayótico, Talayótico II o la primera fase del Talayótico Inicial, se detectan cambios en los rituales funerarios de las cuevas con paramento (Cueva d'es Càrritx), de las navetas y la utilización de nuevos espacios funerarios como las cuevas naturales (como la d'es Pas) e hipogeos de planta sencilla. Entre los nuevos rituales destaca el del cabello (pintar, cortar y guardar dentro de tubos de cuerno) que se documenta en las cuevas d'es Carritx (Algendar), d'es Pas (Algendar) y d'es Morts (Mongofra).
Toda esta pluralidad de rituales y de sitios funerarios queda bastante desdibujada en la etapa de máximo esplendor de la cultura talayótica, 850-800 a. C. hasta el 500 a. C. El hipogeo XXI de Cales Coves es uno de los pocos lugares, junto con la fase final de la cueva d'es Càrritx y d'es Pas, que nos ofrece información. La excavación del hipogeo, a pesar de haber sido expoliado, proporcionó restos de madera de camillas y ataúdes donde eran enterrados los muertos, varios objetos de ajuar como puntas de lanza, un pendiente de plata, etc y la presencia de vértebras de la cola de toros junto con tapones hechos a partir de fémures de buey, hecho que hace pensar con la posible importancia del toro dentro del simbolismo de la época.

#### El periodo talayótico en Mallorca

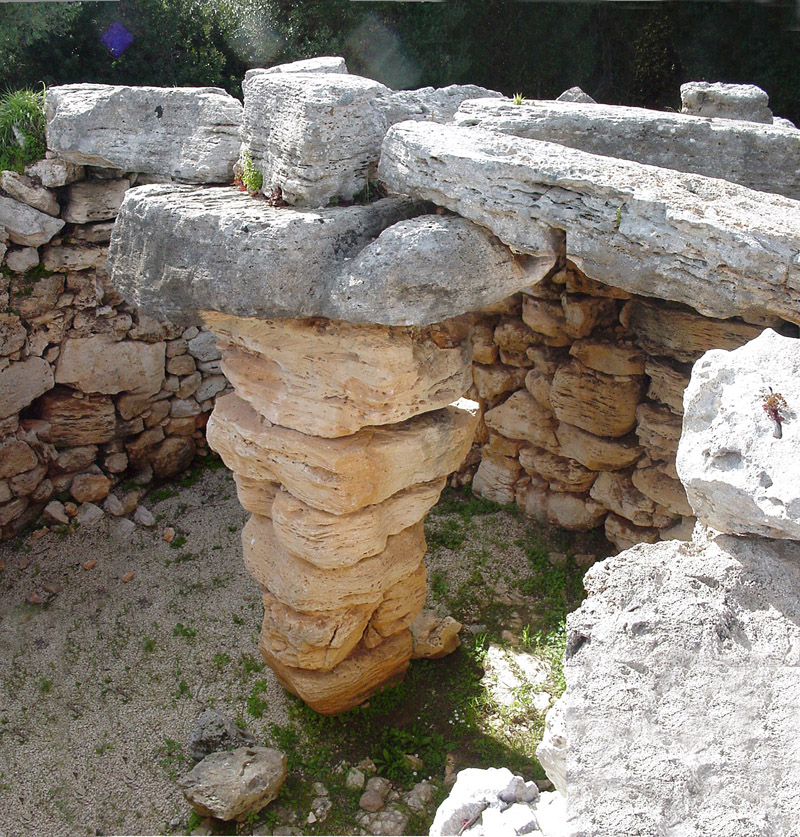
Periodo talayótico en Mallorca: interior de talayot del poblado de s'Hospitalet Vell. Se puede apreciar la columna central.

##### Espacios de hábitat
Al igual que en Menorca, el elemento más característico de la cultura talayótica mallorquina son los talayots: hay de planta circular (los más comunes) y de planta cuadrada. Tanto unos como otros presentan generalmente un espacio interior de planta circular, bastante amplio, con una columna central que sirve para sustentar la cubierta, construida a base de grandes losas de piedra dispuestas de forma radial. Un buen ejemplo de los talayots mallorquines lo encontramos en el poblado de Son Fornés. Con sus grandes espacios internos, se ha propuesto que podría tratarse de espacios comunitarios, donde se redistribuirían los alimentos entre todos los miembros de la comunidad.

##### Espacios funerarios
Los espacios funerarios mallorquines no presentan tanta diversidad como en Menorca. Se documentan las cuevas, pero no las navetas de enterramiento. Se documentan rituales funerarios complejos, en un contexto de inhumaciones colectivas.

### Periodo Postalayótico o talayótico final
El periodo Postalayótico, periodo talayótico final, o período baleárico es la última fase cronológica ya correspondiente a la protohistoria de la cultura talayótica, que se desarrolla en Menorca y Mallorca. Su cronología ocupa buena parte de la Edad del Hierro, ya que desde el 600-500 a. C., momento en que parece que se empiezan a abandonar algunos talayots, hasta el 123 a. C., cuando se produce la conquista romana de las Baleares.
Una de las características más destacadas de este periodo es la creciente influencia de la cultura púnica. A partir del siglo V a. C. está documentado que los honderos baleares luchan como mercenarios para los púnicos. Gracias a esta actividad, llegarán a las islas grandes cantidades de materiales de importación, especialmente vino, que se transportaba en ánforas, pero también grandes cantidades de recipientes cerámicos, adornos de pasta de vidrio, metales y personas. Sin embargo, esta llegada de materiales de importación sólo se documenta de forma masiva, a nivel arqueológico, a partir del siglo III a. C.
A nivel social, estos materiales de importación, de gran valor y controlados por las élites locales, actuarían como bienes de prestigio que servirían para expresar el poder de las clases dominantes, en un contexto de acceso diferenciado a los recursos. En muchos casos, estos bienes de prestigio se incorporan a los ajuares funerarios. En esta etapa, a los datos proporcionados por la arqueología hay que añadir las fuentes escritas griegas y romanas. A través de ellas, se sabe que los habitantes de las islas utilizaban un ungüento hecho con aceite de lentisco (en esa época, no se había generalizado aun el aceite de oliva) y manteca de cerdo, con la que se untaban el cuerpo. Estos autores explican también que los isleños estaban desnudos, durante el verano, mientras que en invierno se cubrían con pieles, según algunos autores, o con una túnica corta, según otros. Los baleáricos disponían de mulas que exportaban, tal vez, a otras regiones, porque también aparecen citadas en las fuentes como una de las peculiaridades de las islas.

#### El período Postalayótico o talayótico final en Menorca

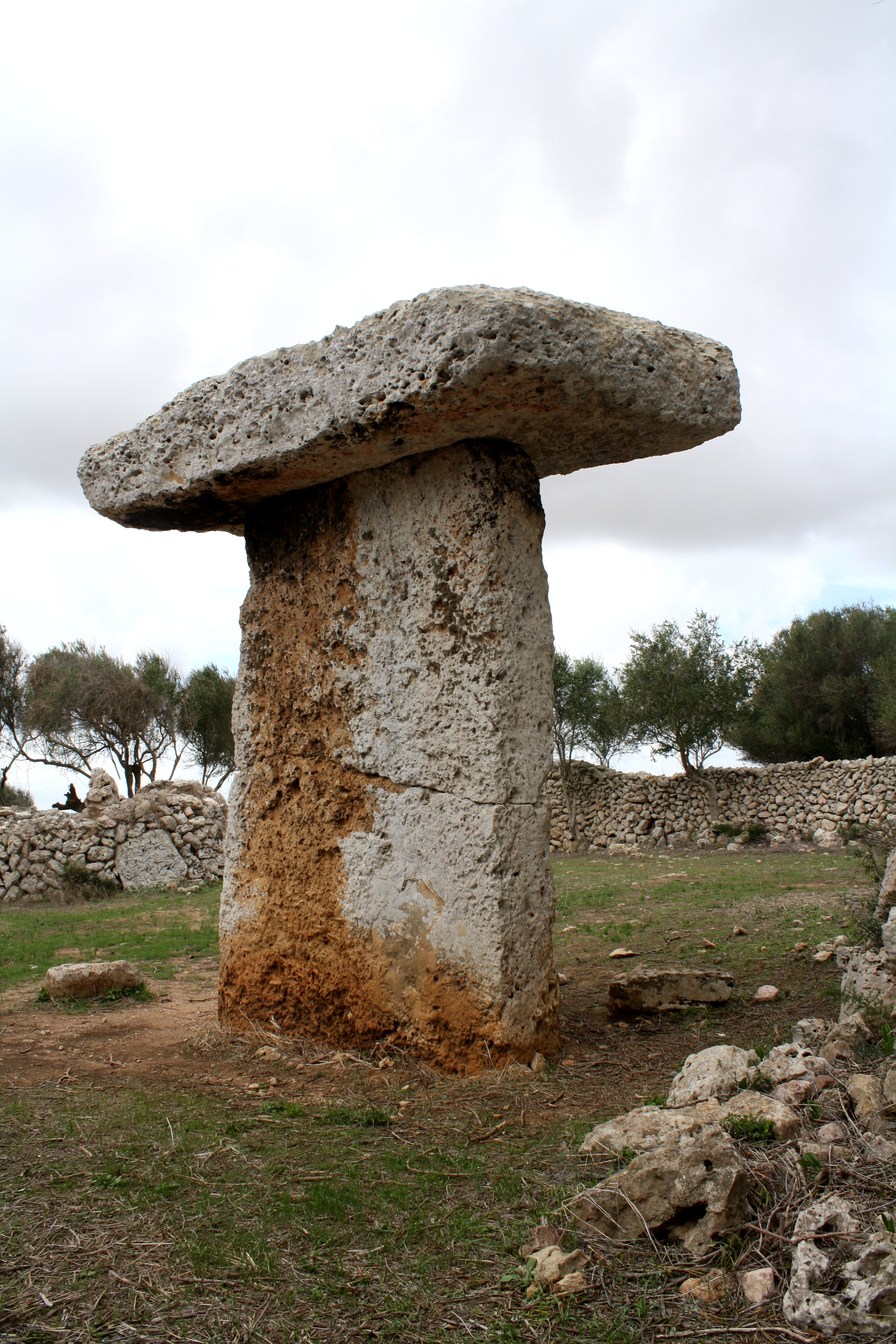
Taula del poblado talayótico de Torretrencada.

Aparte de los rasgos ya mencionados, esta fase se caracteriza en Menorca por el crecimiento de los núcleos de población y la aparición de nuevos modelos arquitectónicos. La técnica constructiva ciclópea, los rituales funerarios de carácter colectivo, y la tecnología de producción cerámica de este periodo son de tradición indígena, entroncando con la fase anterior. En Menorca, esta fase correspondería al Talayótico IV de la periodización de Lluís Plantalamor Massanet.

##### Espacios de hábitat
Es a partir del 600 a. C. cuando, parece, aparecen las características casas de planta circular llamadas círculos las cuales están bastante documentadas debido al trabajo de excavación de los últimos años en el poblado de Torre d'en Galmés.
Estas casas tienen un gran patio exterior cerrado donde se han documentado restos de diversas actividades que se llevaban a cabo, relacionadas con la producción y procesado de alimentos, fabricación de diversas vasijas, resguardo del ganado, etc.

##### Los recintos sagrados
Dentro de esta tipología de edificios destaca por encima de todo el recinto de taula. Se trata de un tipo de estructura exclusiva de Menorca, existente en algunos poblados de la isla y que parece se documenta a partir del siglo VI a. C. Consiste en un gran edificio de planta en forma de herradura con muros ciclópeos de doble paramento, con una cara exterior de grandes losas y una cara interna de piedras medianas. En el interior del recinto se localizan una serie de pilastras laterales adosados al muro perimetral y casi en el centro la taula. Esta está formada por dos grandes bloques de piedra colocados uno sobre otro formando una T (en algunos casos sobrepasa los 4 metros de altura). Su construcción a día de hoy todavía es un misterio aunque han surgido una serie de hipótesis de cómo colocaron estas dos piedras.
El carácter religioso del complejo parece ser admitido por todos los investigadores, ahora bien, hay una serie de elementos que quedan en discusión entre los expertos, como si era un edificio cubierto o descubierto y sobre todo el papel que jugaba la taula al su interior; era sencillamente un pilar que sustentaba el posible techo, se trata de un elemento simbólico, representa a una divinidad tauromórfica como afirman algunos investigadores y un largo etc.

##### Espacios funerarios
Los cambios arquitectónicos que se producen dentro de los poblados tienen su reflejo en el mundo funerario. A diferencia de la etapa anterior, los espacios funerarios del período Postalayótico están bastante documentados. Se trata de los grandes hipogeos monumentales, excavados en la roca, en las paredes de los barrancos o bajo tierra. Son cuevas generalmente de planta compleja, polilobular en muchos de los casos, que forman lo que se llaman capillas separadas por columnas, algunas de ellas exentas. Nos encontramos algunas veces con varios niveles del pavimento, lo que provoca que algunas capillas o partes de la cueva se encuentren más altas. No debemos olvidar que algunas de estas cuevas presentan delante lo que parece es un patio picado en la roca que hace que su entrada quede a más altura, esta tipología la podemos ver en la necrópolis de Cala Morell. La función de este patio es discutida por los investigadores, algunos piensan que se trata de un patio inundable que crearía una barrera entre el mundo de los muertos y el de los vivos, otros creen que dentro de este patio se realizarían algunos rituales relacionados con los difuntos.
El hecho de que estos espacios hayan sido ocupados a lo largo de la historia por varios usos hace que sean pocos los que han proporcionado datos para entender los rituales funerarios que se hacían a los difuntos. Aun así algunos han proporcionado algunos datos y sabemos que los individuos eran inhumados en ataúdes o simplemente depositados en el suelo de la cueva, otro tipo de enterramiento que se ha documentado es la cremación con cal. Sabemos de qué manera se enterraban pero no qué tipo de ritual se llevaba a cabo.
Las últimas excavaciones de dos cuevas de esta tipología en el Canal dels Horts podrán aportar más información sobre el mundo funerario Postalayótico.

#### El período Postalayótico o talayótico final en Mallorca
En Mallorca también se observa un crecimiento de los núcleos de población, aunque no se documentan crecimientos urbanos tan masivos como el del poblado menorquín de Torre d'en Galmés, por ejemplo. Por otra parte, se detecta un cambio en la tecnología de producción cerámica, que sustituye los desengrasantes minerales por desengrasantes vegetales, lo que no se observa en Menorca.

##### Recintos sagrados, casas y murallas en Mallorca
En esta isla no se encuentran recintos de taula, sino los llamados santuarios talayóticos y las viviendas no presentan la estandarización que se encuentra en Menorca. En cambio, son mucho más frecuentes las murallas, que rodean los poblados.

##### Espacios funerarios
En Mallorca también se documentan cuevas de enterramiento de planta compleja, que pueden estar agrupadas en necrópolis. Por otro lado, en esta isla es más evidente el paso de los rituales funerarios colectivos a las inhumaciones individuales, como se observa por ejemplo en la necrópolis de Son Real.

## La cerámica talayótica

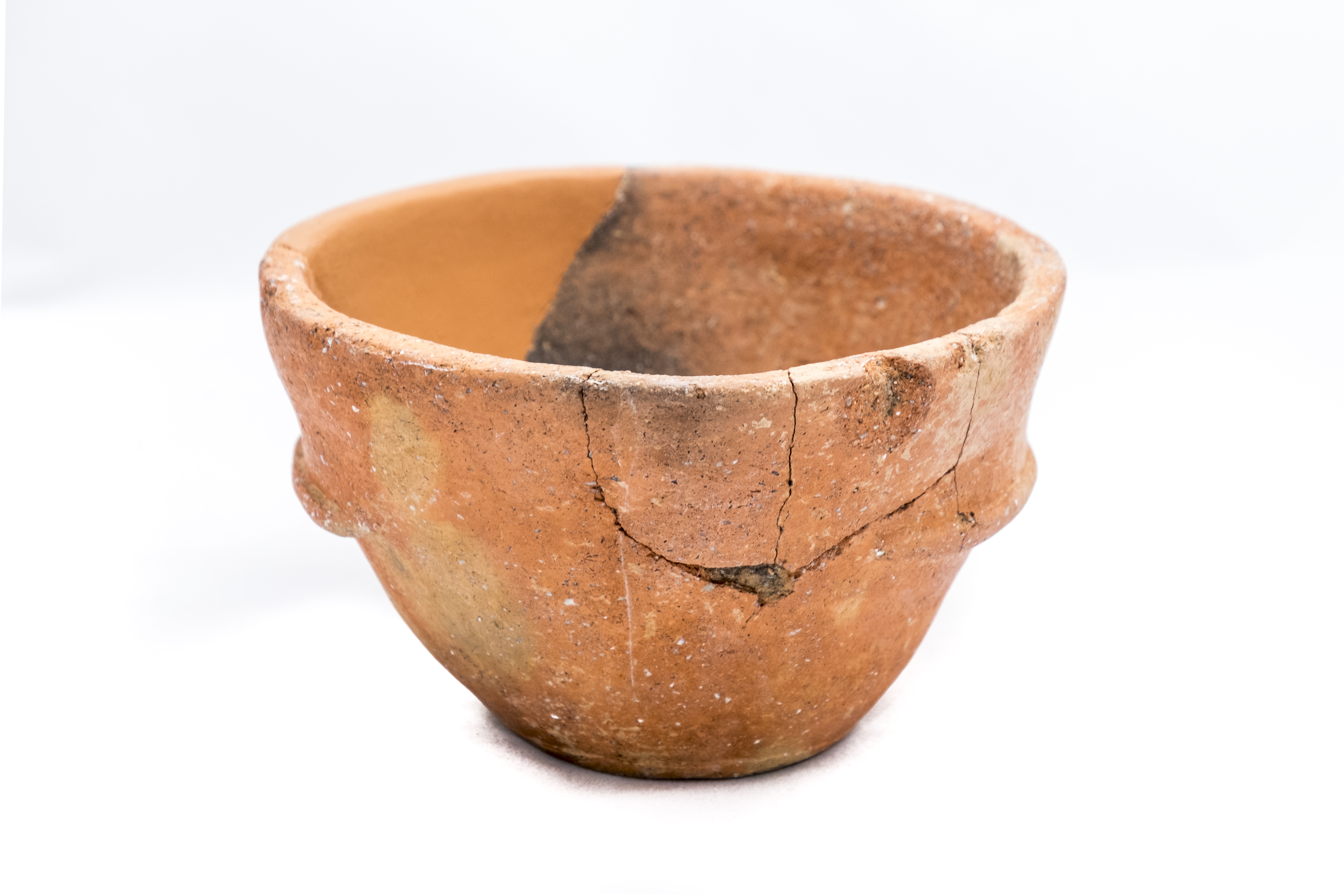
Pequeño vaso de la cultura talayótica de Menorca

La cerámica prehistórica de la etapa talayótica está siempre hecha a mano, ya que no se conocía el torno. El sistema de cocción también era bastante primitivo, aunque en las etapas finales se encuentran pruebas de la utilización de hornos cerrados. En consecuencia, la cerámica propia de esta cultura presenta un aspecto muy característico: manchas de colores diferentes (marrón y gris) producto de la cocción irregular y desengrasante calcáreo, de color blanco, muy visible. Los vasijas cerámicas, muy abundantes, muestran una gran diversidad tipológica: vasos troncocónicos, ollas globulares, ollas carenadas, grandes contenedores pitoides, etc. Se observan algunas diferencias, a nivel tipológico, entre la cerámica de Mallorca y la de Menorca.

## Otras producciones (industria ósea, lítica y metalúrgica)

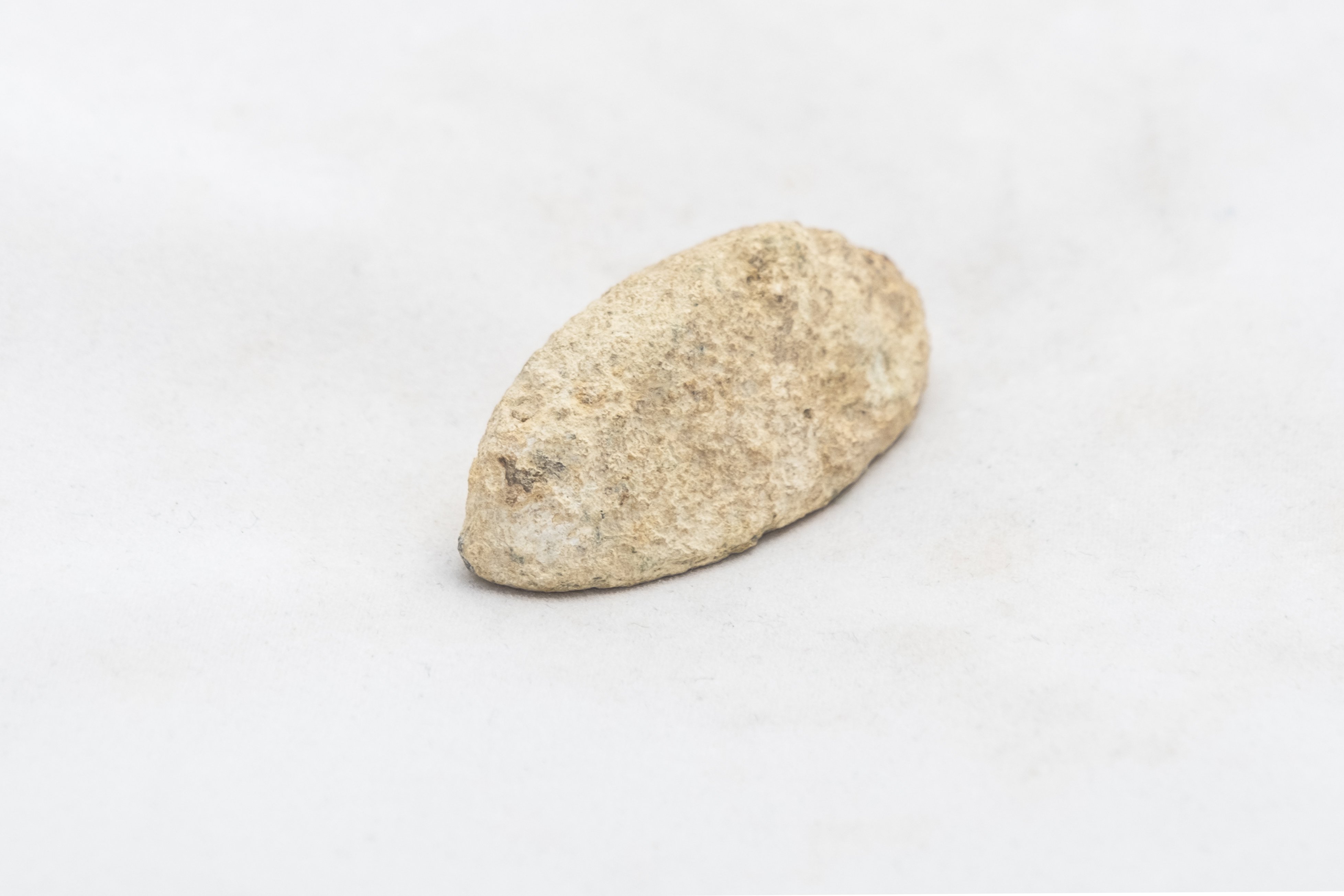
Molino de vaivén de la cultura talayótica de Menorca

Son frecuentes, en el registro arqueológico de época talayótica, otros tipos de objetos: punzones y espátulas de hueso, molinos de vaivén de piedra arenisca (molons), elementos de bronce y, a partir de mediados del primer milenio a. C., de hierro (herramientas, armas, adornos personales).

## Menorca Talayótica Patrimonio de la Humanidad
Menorca Talayótica es un bien inscrito en la Lista del Patrimonio Mundial de la UNESCO en 2023. Se trata de un conjunto de yacimientos arqueológicos que testimonian una cultura prehistórica insular excepcional, caracterizada por una arquitectura ciclópea única. La isla conserva monumentos exclusivos como las navetas funerarias, las casas circulares, los santuarios de taula y los talayots, que se mantienen en plena armonía con el paisaje menorquín y su relación con el firmamento.
Menorca cuenta con uno de los paisajes arqueológicos más ricos del mundo, modelado por generaciones que han preservado el legado talayótico. Tiene la mayor densidad de yacimientos prehistóricos por superficie en una isla y es un símbolo de su identidad insular.
Esta zona se divide en nueve áreas que cubren yacimientos y paisajes asociados, con una cronología que va desde la aparición de las construcciones ciclópeas alrededor del 1600 a. C. hasta la romanización en el 123 a. C. El valor excepcional de sus monumentos y paisajes llevó a su inscripción en la Lista del Patrimonio Mundial de la UNESCO en 2023.